# 夏恋ハイプレッシャー
『夏恋ハイプレッシャー』は、スミレより2014年4月25日に発売された18禁美少女アドベンチャーゲーム。

## ストーリー
高宮空は幼馴染との再会の約束を果たすため、碧空学園に転入する。そこで、彼は双子の姉を自称する七瀬月と再会し、彼女の計らいで学園そばのショッピングモールにある「天然温泉さくら湯」で働くことになった。さらに彼は東雲美咲、星那マリア、瀬戸崎夕真たちと出会う。

## 登場人物

### 主人公
高宮 空 （たかみや そら）
本作の主人公。碧空学園に転入する。

### メインヒロイン
七瀬 月 （ななせ ひかり）
声 - 榊原ゆい
明るい性格で面倒見が良い。
東雲 美咲 （しののめ みさき）
声 - 桃井いちご
老舗旅館の一人娘で何でも器用にこなす姉御肌。
瀬戸崎 夕真 （せとざき ゆま）
声 - 有栖川みや美
碧空学園長の娘で広島出身。普段は標準語で話すが、他人と会話する際に広島弁が出てしまうことを気にしているため内気になっている。同様の理由から、愛犬ババロアなど親しい者以外の前では広島弁を使わない。
星那 マリア （ほしな マリア）
声 - 成瀬未亜
容姿・学業ともに優秀なクラスメイト。

## 制作
夕真役には有栖川みや美が起用されており、広島弁のセリフを含んだ演技は有栖川にとって初めてのことである。

## 反響

### 売り上げ
本作は発売月（2014年4月）の売り上げにおいて、アダルトゲーム月刊誌『BugBug』の集計では13位を記録した。

### 批評
『BugBug』2014年7月号に本作のレビューが掲載されている。レビュアーのタナカツは、一般的な美少女ゲームと比較してヒロインの表情が頻繁に変化する点を本作の第一印象として挙げており、このことにより会話パートが楽しいものに仕上がっていると評している。シナリオでは幼なじみの月ルートが特に印象に残ったとし、主人公は月と交わることで人間的に成長していき、それが月の将来のビジョンと一致したことで、「こういう終わり方、いいよな」と思えるような大団円になっていると述べている。キャラクターでは後輩の夕貴が一押しであるとしている。時折発せられる「ウチ」「けんね」などの広島弁に萌えたといい、「せんぱい、イかせんと……いけんのにっ……」など、エッチシーンの喘ぎも広島弁であったことには満足させられたと述べている。声優は夕貴役の有栖川をはじめ、榊原、桃井、成瀬らメインヒロイン役を務めた4人の演技をまさに「中の人などいない」と呼ぶに相応しいものと激賞している。サブヒロイン役では金田まひる、小倉結衣などの技巧もよかったといい、声優好きなユーザーにも勧められる作品であると結んでいる。